# Telefunken Semiconductors
Telefunken Semiconductors GmbH & Co. KG i. I. war ein deutsches Unternehmen aus Heilbronn.

## Geschichte
Im Jahr 1959 baute Telefunken ein Halbleiterwerk an der Theresienwiese in Heilbronn, das im April 1960 mit der Produktion begann. Nach einigen Erweiterungen arbeiteten zu Beginn der 1970er Jahre rund 2500 Menschen an diesem Standort. Nach der Auflösung des Konzerns AEG-Telefunken wurde der größte Teil der Heilbronner Standorte zunächst in den neuen DASA-Konzern integriert und später an das US-amerikanische Unternehmen Atmel verkauft.
Die Bereiche terrestrische Solarzellen und Infrarotnachtsichtgeräte blieben nach der Auflösung des AEG-Telefunken-Konzerns bei Daimler-Benz und wurden später weiter veräußert. Das auch in der Rüstungsindustrie tätige Nürnberger Unternehmen Diehl übernahm die Sparte Nachtsichtgeräte. Dieser Bereich wurde im Jahre 1996 mit ca. 190 Mitarbeitern eigenständig. Heute heißt er AIM Infrarot-Module und hatte 2012 an den Standorten Heilbronn und Ulm zusammen ca. 320 Mitarbeiter.
Atmel gliederte die Produktion von Wafern mit rund 260 Mitarbeitern (die Temic-Halbleiterfabrik in Heilbronn) aus und verkaufte sie im Jahre 2009 an die in Bristol registrierte Tejas Silicon Holdings (TSK UK) des Amerikaners Subbarao Pinamaneni. Dieses Unternehmen war erst ein Jahr zuvor gegründet worden. Zwischen beiden Unternehmen wurde damals ein dreijähriger Zuliefervertrag abgeschlossen. Die Heilbronner Fabrik kam zur Tejas Silicon Germany GmbH & Co KG, die am 1. Januar 2009 die Rechte am Namen Telefunken erwarb. An der gemeinsamen Dachgesellschaft des Heilbronner und des kalifornischen Standortes in Roseville (ehemals Renesas) war die Investmentfirma Wafra beteiligt. Ende April 2013 stellte das Unternehmen einen Insolvenzantrag, betroffen waren 300 Mitarbeiter in Heilbronn und 20 Entwickler in Hannover. Einem Bericht der Heilbronner Stimme zufolge kam der Insolvenzantrag nicht überraschend, da die Telefunken Semiconductors GmbH & Co. KG schon seit ihrer Gründung mit Liquiditätsproblemen kämpfte. In diesem Artikel wurde auch davon berichtet, dass Pinamaneni im Mai 2012 von seiner amerikanischen Muttergesellschaft (Tejas Inc.) gekündigt wurde, weil er mehr als 20 Mio. Dollar nach Heilbronn verschoben habe, um dort die Insolvenz abzuwenden. Bis Oktober 2013 sollten nach Medienberichten 97 von 300 Beschäftigten entlassen werden. Am 4. Dezember 2013 fand sich mit Johnny Ng ein Investor aus den USA mit Wurzeln in Hongkong, der den Betrieb mit noch 135 Mitarbeitern unter dem neuen Namen Power-Gate fortsetzen wollte. Im August 2014 stellte Telefunken Semiconductors jedoch erneut einen Insolvenzantrag. Nachdem der Insolvenzverwalter keinen Investor zur Fortführung des Unternehmens hatte finden können, wurde der Betrieb mit dem letzten Arbeitstag am 27. Februar 2015 eingestellt.

## Produkte
Von Telefunken Semiconductors GmbH & Co. KG i. I. wurden integrierte Schaltungen hauptsächlich für Automobilzulieferer und Unternehmen im Endanwenderbereich hergestellt. In einer einzelnen Halbleiterfabrik kamen hierbei eine Vielzahl verschiedener Technologien, wie u. a. Analog & Mixed Signal CMOS, BiCMOS, SiGe, BCDMOS, BCDMOS on SOI, High Voltage BCDMOS und Mixed Signal RF zur Anwendung. Eine solche Produkt- bzw. Prozessbandbreite ist sehr ungewöhnlich für eine Fab.